# Balanzac
Balanzac település Franciaországban, Charente-Maritime megyében. Lakosainak száma 614 fő (2022. január 1.). Balanzac Corme-Royal, Nancras, Sablonceaux, Sainte-Gemme, Saint-Romain-de-Benet és Saint-Sulpice-d’Arnoult községekkel határos.

## Népesség
A település népességének változása:
| Lakosok száma | 360  | 348  | 355  | 449  | 540  | 546  | 549  | 545  | 559  | 614  |
|               | 1968 | 1982 | 1990 | 2006 | 2013 | 2015 | 2017 | 2019 | 2020 | 2022 |